# Cyllopoda filigera
Cyllopoda filigera är en fjärilsart som beskrevs av Louis Beethoven Prout 1938. Cyllopoda filigera ingår i släktet Cyllopoda och familjen mätare. Inga underarter finns listade i Catalogue of Life.